# 立花貞晟
立花 貞晟（たちばな さだあきら、万治3年（1660年） - 享保5年10月24日（1720年11月23日））は、江戸時代前期・中期の江戸幕府旗本寄合席。筑後柳河藩主家・立花氏分家の立花弾正家初代。
柳河藩第2代藩主立花忠貞（忠茂）の8男で生母は伊達忠宗の娘で江戸幕府将軍・徳川秀忠の養女である鍋姫。正室は仙台藩主・伊達綱宗の娘である智恵姫。側室は昌善院。実子は松子、蓮の女子2人。養子は立花清直（右京、後の立花貞俶）で後に柳河藩第5代藩主。
幼名は千徳丸、源五郎。元服時、父・忠貞の1字を取って貞晟と名乗る。通称は弾正。

## 経歴
第3代藩主・立花鑑虎の同母弟にあたる。延宝4年（1676年）に同母兄の立花茂辰とともに将軍徳川家綱に初御目見え。元禄10年（1697年）6月14日、甥で第4代藩主・立花鑑任より三潴郡新田5,000石を新田分知されて、江戸幕府の旗本寄合席となる。鑑任から信頼されており、江戸留守居役に貞晟の意見を仰ぐように指示を出している。
元禄7年（1694年）に正室の智恵姫をいとこ婚で迎えたが後に離婚し、側室の昌善院との間には元禄12年（1699年）生まれの松子とその妹の蓮のみしか生まれず、正徳2年（1712年）7月11日に婿養子として庶兄・立花茂虎の孫・立花清直（のちの貞俶）を迎える。
正徳3年（1713年）に刊行された山口屋権兵衛蔵板の賞延武鑑では、駿府加番に「五千石　下谷御かち丁　立花弾正」との記載がある。
墓所は江戸深川の本誓寺。享年61。旗本の立花弾正家家督は貞俶が相続するが、貞俶が第5代柳河藩主となったので宗家の柳河藩に吸収され、以降旗本として再興されなかった。